# Episyrphus
Episyrphus — род мух-журчалок из подсемейства Syrphinae. Известным космополитским видом рода является мармеладная муха (Episyrphus balteatus).

## Экология и местообитания
Личинки — хищники и в основном питаются тлёй. 
Взрослые мухи питаются нектаром и пыльцой растений с большим соцветием и плоскими лепестками из семейств Apiaceae, Asteraceae, Ranunculaceae и Rosaceae.
Личинки зелёные.

## Виды
- Episyrphus balteatus (De Geer, 1776)
- Episyrphus nigromarginatus (Vockeroth, 1973)
- Episyrphus petilis (Vockeroth, 1973)
- Episyrphus trisectus (Loew, 1858)